# Discarica di Roncigliano
La discarica di Roncigliano, nota anche come discarica di Albano Laziale, è un'area per lo stoccaggio dei rifiuti sita nella località di Roncigliano in frazione Cecchina, ad Albano Laziale al confine con Ardea, lungo la strada provinciale 3/e via Ardeatina. Il sito dispone di un impianto di trattamento meccanico-biologico.

## Storia
La discarica è attiva dal 1995.
Nel 2007 il consorzio COEMA ha proposto un progetto per la realizzazione di un gassificatore che dopo due procedure di valutazione di impatto ambientale (VIA) negative ha ottenuto nell'ottobre 2008 una VIA positiva, seguita nell'agosto 2009 dal rilascio dell'autorizzazione integrata ambientale (AIA) nonostante i pareri negativi rilasciati dall'azienda sanitaria locale territorialmente competente.
Nel novembre 2007 hanno iniziato a rincorrersi notizie, via via sempre più insistenti e accreditate, che a Roncigliano sarebbe stato realizzato un inceneritore per smaltire i rifiuti, in vista dell'imminente chiusura della discarica stessa, ormai giunta a saturazione, e di quella di Malagrotta a Roma. Si è costituito immediatamente un Comitato "No Inceneritore" dal nome [Coordinamento contro l'inceneritore di Albano], che ha preso decisamente in mano le proteste dei residenti nella zona. La Regione Lazio ha in seguito precisato che potrebbe essere realizzata nel sito una centrale elettrica della potenza di 40 mwe alimentata da gassificatore di gas di scarico proveniente dal combustibile derivato dai rifiuti: il WWF ha subito presentato i propri dubbi. ottenendo una prima Valutazione di Impatto Ambientale negativa per l'impianto, valutazione poi scavalcata da una seconda VIA voluta dall'allora governatore Piero Marrazzo e dall'assessore Mario DiCarlo.
Il 29 dicembre 2008 la CoEMa, consorzio costituito da AMA, ACEA e Pontina Ambiente, ha delimitato il perimetro con una recinzione. L'amministrazione comunale di Albano tuttavia ha commissionato uno studio sull'area all'Istituto Superiore di Sanità nel tentativo di bloccare la costruzione della struttura. Ed i comitati sono ricorsi al Tribunale Amministrativo Regionale contro la procedura autorizzativa dell'impianto.
Il progetto è stato bloccato ad Ottobre 2010, a seguito della vittoria al TAR del Coordinamento Contro l'Inceneritore. Per questo motivo l'avvocato Manlio Cerroni (Proprietario della discarica) ha fatto ricorso al Consiglio di Stato contro la regione Lazio ritenendola responsabile della sconfitta.